# Zemědělská strana
Zemědělská strana (ZS) byla menší česká středová politická strana fungující v letech 1990–1994. Hájila zájmy členů bývalých Jednotných zemědělských družstev. Od roku 1991 byla členkou Liberálně sociální unie. Po volbách v roce 1992 působila v Parlamentu České republiky.

## Historie strany
Strana vznikla v roce 1990, jejím předsedou se stal František Trnka. V prosinci 1991 se společně s národními socialisty, Stranou zelených a Hnutím zemědělců a nezávislých osobností stala členkou hnutí Liberálně sociální unie. František Trnka se stal lídrem subjektu do voleb v roce 1992, v nichž se Liberálně sociální unie probojovala do České národní rady i obou komor Federálního shromáždění.
Liberálně sociální unie byla poměrně nestabilním uskupením – v roce 1994 již byla Zemědělská strana v Liberálně sociální unii sama. Proto se oba subjekty téhož roku spojily. V roce 1996 se Zemědělská strana, Liberálně sociální unie, Bartončíkova Křesťanskosociální unie a Českomoravská strana středu sloučily v Českomoravskou unii středu. Z ní později vzniká Moravská demokratická strana, předchůdce dnešní strany Moravané.